# Альяндра (Бразилия)
Альяндра (порт. Alhandra) — муниципалитет в Бразилии, входит в штат Параиба. Составная часть мезорегиона Зона-да-Мата-Параибана. Входит в экономико-статистический  микрорегион Литорал-Сул. Население составляет 17 868 человек на 2006 год. Занимает площадь 182,656 км². Плотность населения — 97,8 чел./км².

## История
Город основан 24 апреля 1959 года. 

## Статистика
- Валовой внутренний продукт на 2003 год составляет 174 347 688,00 реалов (данные: Бразильский институт географии и статистики).
- Валовой внутренний продукт на душу населения на 2003 год составляет 10 272,67 реалов (данные: Бразильский институт географии и статистики).
- Индекс развития человеческого потенциала на 2000 год составляет 0,605 (данные: Программа развития ООН).

## География
Климат местности: тропический.